# Alain Ruiz
Pour les articles homonymes, voir Ruiz.
 (septembre 2021).
Si vous disposez d'ouvrages ou d'articles de référence ou si vous connaissez des sites web de qualité traitant du thème abordé ici, merci de compléter l'article en donnant les références utiles à sa vérifiabilité et en les liant à la section « Notes et références ».
Œuvres principales
- Série Ian Flibus

Alain Ruiz, né le 5 septembre 1969 à Perpignan (France), est un écrivain franco-canadien.

## Biographie
Il est marié avec la romancière Agnès Ruiz. Ils ont deux enfants. 
Après une maîtrise en 1998 où il reçoit le Prix du Centenaire pour sa mémoire, il obtient en 2003 un doctorat en Sciences de la religion de l'Université de Montréal.
Sa série fantasy Ian Flibus (Ian Flix en France) - L'écumeur des mers (Ian Flix en version anglaise) est parue en 2008 aux éditions Boomerang. Avec plus de 70 000 exemplaires vendus au Quebec, la série débarque en France aux éditions Scrineo.

## Œuvres

### SérieIan Flibus- L'Écumeur des mers
1. L'Île aux treize os (2008)
2. Les Joyaux de Pékin (2008)
3. La Ligue des pirates (2008)
4. La Terre des Géants (2008)
5. L'Escarboucle des sages (2009)
6. Les Oubliés de la Cité d'Or (2009)
7. Les Larmes du maharadjah (2010)

### SérieLes Chroniques de Braven Oc
1. L’Épée de Galamus (2010)
2. Le Cri des Eaux salées (2010)
3. L’Académie des Homoplantes (2011)
4. L'Ile aux dragons (2018)

### TrilogieBekhor
1. Le Jardin interdit (2010)
2. La Terre de glace (2011)

### Autres
- Ma Première Bible (Éditions originale Boomerang jeunesse Québec 2012 - Illustrations de Mika)
- Shibtu, le destin d'une princesse syrienne (2000) en collaboration avec Aldina Da Silva et Éric Bellavance.

## Projets
Une adaptation en dessins animés est en cours avec les Productions Sardine pour un film d'animation.